# وانادوسن
وانادوسن (به انگلیسی: Vanadocene) با فرمول شیمیایی V(C۵H۵)۲ یک ترکیب شیمیایی است. که جرم مولی آن ۱۸۱٫۱۲۸ g/mol می‌باشد. شکل ظاهری این ترکیب، پودر نارنجی و زرد است.